# Донецькоблгаз
Приватне акціонерне товариство по газопостачанню та газифікації «Донецькоблгаз» (АТ «Донецькоблгаз») — українське підприємство зі штаб-квартирою в місті Краматорськ Донецької області, яке розподіляє природний газ у підконтрольній Україні частині Донецької області.

## Історія
У 1959 році створено госпрозрахункове обласне управління газовими підприємствами та мережами «Облпромпобутгаз». У 1975 році була проведена реорганізація структури управління газовими господарствами області. В результаті трест «Облпромбитгаз» був ліквідований і організовано Донецьке виробниче об'єднання газового господарства «Донецькоблгаз». У 1994 році було створено ВАТ «Донецькоблгаз». У 2011 році підприємство перейменовано на ПАТ «Донецькоблгаз». 13 жовтня 2021 року підприємство отримало теперішню назву.

## Газопостачання під час повномасштабної війни
У зв'язку з пошкодженням магістрального газопроводу внаслідок збройної агресії російської федерації та відсутністю альтернативних джерел транспортування природного газу до Донецької області, АТ «Донецькоблгаз» було змушене, починаючи з 14.00 години 23 травня 2022 року, зупинити розподіл природного газу до споживачів області.
Від 12 жовтня 2022 розпочався поетапний пуск природного газу в розподільчі мережі та всім споживачам в зоні своєї експлуатаційної відповідальності. Відновлення газопостачання здійснювалося поступово в населені пункти, які не знаходяться на тимчасово окупованій території та в зоні бойових дій.

## Структура
Бахмутське управління по газопостачанню та газифікації:
- Сіверська дільниця;
- Соледарська дільниця;
- Часів-Ярська дільниця;
- Світлодарська дільниця;
- Миронівська дільниця.

Костянтинівське управління по газопостачанню та газифікації:
- Очеретинська дільниця;
- Авдіївська дільниця;
- Торецьке відділення.

Краматорське управління по газопостачанню та газифікаці:
- Дружківська дільниця.

Красноармійське управління по газопостачанню та газифікації:
- Родинська дільниця;
- Селидівська дільниця;
- Димитрівська дільниця;
- Мар'їнське відділення:
  - дільниця село Піддубне;
  - дільниця м. Вугледар;
  - дільниця м. Красногорівка;
  - дільниця м. Курахове;
  - дільниця смт. Новосілка;
- Докучаєвське відділення:
  - дільниця смт. Донське;
  - дільниця смт. Володимирівка;
  - дільниця смт. Новотроїцьке.

Слов'янське управління по газопостачанню та газифікації:
- Лиманська дільниця;
- Святогірська дільниця;

Структурні підрозділи, які перебувають на території, тимчасово непідконтрольні Україні: 
- Амвросіївське, Горлівське, Докучаєвське, Єнакіївське, Старобешівське, Харцизське, Шахтарське, Ясинуватське управління по газопостачанню та газифікації, Донецька газонаповнювальна станція.[7]